# Temešvár
Temešvár è un comune della Repubblica Ceca facente parte del distretto di Písek, in Boemia Meridionale. Lungo la strada che lo collega al vicino villaggio di Podolí I si trova il ponte Podolsky sulla Moldava, uno dei più lunghi ponti ad arco del paese.